# Garzeno
Garzeno é uma comuna italiana da região da Lombardia, província de Como, com cerca de 1.029 habitantes. Estende-se por uma área de 29 km², tendo uma densidade populacional de 35 hab/km². Faz fronteira com Consiglio di Rumo, Cremia, Cusino, Dongo, Germasino, Grandola ed Uniti, Pianello del Lario, Plesio, San Bartolomeo Val Cavargna, San Nazzaro Val Cavargna.

## Demografia
| Variação demográfica do município entre 1861 e 2011                               |
|                                                                                   |
| Fonte: Istituto Nazionale di Statistica (ISTAT) - Elaboração gráfica da Wikipedia |